# Dispersión transoceánica
La dispersión transoceánica es un tipo de dispersión biológica que se produce cuando organismos terrestres viajan de una masa de tierra a otra por medio de una travesía marítima. A menudo, esto ocurre a través de grandes balsas de vegetación flotantes, como las que a veces se ven flotando en los principales ríos de zonas tropicales y que acaban desembocando en el mar; de vez en cuando con los animales atrapados en ellas.
La colonización de masas de tierra por parte de las plantas también puede ocurrir a través de semillas flotantes produciéndose dispersiones de larga distancia oceánica.

## Ejemplos
Este tipo de dispersión ha jugado una función importante en la colonización por vertebrados de masas de tierra aisladas.
Ejemplos importantes incluyen el de Madagascar, el cual fue aislado para hace aproximadamente 120 millones de años, y América del sur, el cual estuvo aislado gran parte del Cenozoico. Ambas masas de tierra, parecen haber recibido sus primates gracias a este mecanismo. Según los estudios genéticos, el antepasado común de los lémures de Madagascar habría cruzado el Canal de Mozambique mediante balsas vegetales hace entre 50 y 60 Ma. De igual forma, los monos de Nuevo Mundo serían originados en África y viajarían gracias a las nombradas balsas hasta América del sur durante el Oligoceno, cuando ambos continentes estaban mucho más cercanos. Madagascar también parece haber recibido Tenrécidos (hace 25-42 Ma), los roedores Nesomíidos (20-24 Ma) y los Eupléridos carnívoros (19-26 Ma) por esta ruta y América del Sur sus roedores Caviomorfos (hace unos 30 Ma).
Se cree que hace unos 40 Ma los primates Simiiformes (ancestros de los monos) y los roedores Histricognatos se dispersaron mediante balsas vegetales desde el Sureste Asiático hasta África.
La colonización de grupos de islas pueden ocurrir por un proceso iterativo a veces llamado salto de isla en isla el cual consiste en el cruce de un océano por una serie de viajes cortos entre islas, no uno directamente al destino. Este proceso parece haber jugado un papel importante en la colonización del Caribe por mamíferos procedentes de América del Sur. Otro ejemplo notable que se ha propuesto de dispersión oceánica mediante balsas vegetales por salto de isla en isla son las arañas del género Amaurobioides. Los miembros de este género habitan en lugares costeros y construirían celdas de seda que, sin hincharse, se sellarían con la marea alta. Análisis de secuencia de ADN sugieren que sus ancestros se dispersaron desde el sur de Sudamérica a Sudáfrica hace unos 10 millones de años, donde se encuentran la mayor parte de miembros basales.
Sin embargo la dispersión oceánica de las especies terrestres no siempre se realiza mediante balsas; en algunos casos la natación o simplemente flotar puede ser suficiente. Tortugas del género Chelonoidis llegaron a América del Sur desde África en el Oligoceno, probablemente ayudadas por su capacidad para flotar con la cabeza hacia arriba, y para sobrevivir hasta seis meses sin comida ni agua dulce.
Tortugas de América del Sur colonizaron la Indias Occidentales y las Islas Galápagos. La dispersión de antracoterios de Asia a África hace unos 40 Ma, y la dispersión mucho más reciente de hipopótamos (familiares y probablemente descendientes de antracoterios) de África a Madagascar pueden haberse producido al flotar o nadar.

## Dispersiones documentadas
El primer ejemplo documentado de colonización de una masa de tierra por balsas ocurrió en el periodo posterior a los huracanes Luis y Marilyn en el Caribe en 1995. Una balsa de árboles presuntamente arrancados que llevaban quince (o más) iguanas verdes fue observada por pescadores en el lado este de Anguila, una isla donde nunca antes habían sido registradas. Las iguanas habrían sido cogidas por los árboles y llevadas 320 km a través del océano desde Guadalupe, de donde son originarias, hasta Anguila. Los análisis de patrones de tiempo y corrientes del océano indicaron que necesitaron de tres semanas en el mar antes de recalar en la isla. Se sabe que esta colonia empezó a reproducirse en la nueva isla durante dos años desde su llegada.
Los humanos también han creado oportunidades para que los organismos viajen usando artefactos flotantes (los cuales pueden ser más duraderos que los naturales). Este fenómeno fue registrado durante el Tsunami de 2011 de Japón; cuando se registró que cerca de 300 especies fueron llevadas por la corriente del Pacífico Norte a la costa del oeste de América del Norte (a pesar de que ninguna colonización tan lejana haya sido detectada).

## Otras lecturas
- «Los animales colonizaron Madagascar cruzando el océano en 'balsas' vegetales». Ciencia y Tecnología (RTVE). 20.03.2012 | 15:52 horas.
- «¿Cómo pudieron llegar los monos a Sudamérica desde África?». Ciencia (RT).
- «La dispersión trans-oceánica». Universidade de Vigo. 15 de septiembre de 2012.

- Datos: Q787296